# Championnat européen
Cet article concerne la course hippique italienne à Cesena. Pour les autres significations, voir Championnats d'Europe.
Le Championnat européen (en italien Campionato europeo) est une course hippique de trot attelé se déroulant au mois de septembre sur l'hippodrome de Cesena à Cesena, dans la province de Forlì-Cesena, en Émilie-Romagne (Italie).
C'est une course internationale de Groupe I, étape du Grand Circuit européen de trot avant la suppression de cette épreuve en 2012.
Elle se court sur la distance de 1 660 mètres, avec un départ à l'autostart.
L'épreuve se divise en deux ou trois courses : deux batteries qualificatives et une éventuelle finale. Il y a douze chevaux au départ de la première course qualificative, et les mêmes chevaux se retrouvent dans un ordre de départ inversé dans une seconde manche. Le premier de chaque manche est qualifié pour une finale à deux qui n'a lieu que si le vainqueur des deux manches n'est pas le même, qui dans ce cas est désigné vainqueur de l'épreuve.
L'allocation pour la finale s'élève à 132 000 €.

## Palmarès depuis 1994
| Année | Vainqueur          | Pays       | Père              | Driver                                 | Réd.km** |
| ----- | ------------------ | ---------- | ----------------- | -------------------------------------- | -------- |
| 2024  | Click Bait         | Italie     | Cantab Hall       | Roberto Vecchione                      | 1'13"5   |
| 2023  | Akela Pal Ferm     | Italie     | Maharajah         | Antonio Di Nardo                       | 1'13"3   |
| 2022  | Cokstile           | Italie     | Quite Easy        | Vincenzo-Piscuoglio Dell'Annunziata Jr | 1'11"1   |
| 2021  | Vernissage Grif    | Italie     | Varenne           | Alessandro Gocciadoro                  | 1'11"1   |
| 2020  | Vernissage Grif    | Italie     | Varenne           | Alessandro Gocciadoro                  | 1'11"1   |
| 2019  | Arazi Boko         | Italie     | Varenne           | Alessandro Gocciadoro                  | 1'11"1   |
| 2018  | Arazi Boko         | Italie     | Varenne           | Alessandro Gocciadoro                  | 1'10"3   |
| 2017  | Timone Ek*         | Italie     | Mr. Vic           | Enrico Bellei                          | 1'11"4   |
| 2016  | Ringostarr Treb    | Italie     | Classic Photo     | Roberto Vecchione                      | 1'14"3   |
| 2015  | Orsia              | Italie     | Angus Hall        | Antonio Di Nardo                       | 1'13"5   |
| 2014  | Osasco di Ruggi    | Italie     | Varenne           | Roberto Vecchione                      | 1'13"6   |
| 2013  | Mack Grace SM*     | Italie     | CC's Chuckie T    | Roberto Andreghetti                    | 1'12"1   |
| 2012  | Mack Grace SM      | Italie     | CC's Chuckie T    | Roberto Andreghetti                    | 1'12"9   |
| 2011  | Renommée d'Obret   | France     | Buvetier d'Aunou  | Pierre Vercruysse                      | 1'14"3   |
| 2010  | Looney Tunes       | Italie     | Ganymède          | Maik Esper                             | 1'12"7   |
| 2009  | Algiers Hall       | États-Unis | Conway Hall       | Roberto Vecchione                      | 1'14"6   |
| 2008  | Ghiaccio del Nord* | Italie     | Bon Vivant        | Enrico Bellei                          | 1'11"6   |
| 2007  | Camilla Highness   | Suède      | Super Arnie       | Peter Ingves                           | 1'17"4   |
| 2006  | Smashing Victory   | Suède      | Smasher           | Björn Goop                             | 1'13"9   |
| 2005  | Lets Go            | Allemagne  | Aristote          | Enrico Bellei                          | 1'18"8   |
| 2004  | Pegasus Boko       | Suède      | Barbeque          | Pietro Gubellini                       | 1'14"3   |
| 2003  | Digger Crown*      | Suède      | Lindy's Crown     | Stig H. Johansson                      | 1'13"3   |
| 2002  | Presta Yankee      | Allemagne  | Prestadet         | Martin Redl                            | 1'17"    |
| 2001  | Igor Brick*        | Suède      | Super Arnie       | Örjan Kihlström                        | 1'13"6   |
| 2000  | Famous November    | Allemagne  | Lisas Boy         | Mattia Ricci                           | 1'13"5   |
| 1999  | Nuke It Linsay     | États-Unis | Garland Lobell    | Heinz Wewering                         | 1'16"7   |
| 1998  | Kramer Boy         | Suède      | Sugarcane Hanover | Pietro Gubellini                       | 1'16"9   |
| 1997  | Crowning Classic   | États-Unis | Crowning Point    | Mauro Baroncini                        | 1'14"7   |
| 1996  | Crowning Classic*  | États-Unis | Crowning Point    | Mauro Baroncini                        | 1'12"9   |
| 1995  | Campo Ass          | Allemagne  | Diamond Way       | Jos Verbeeck                           | 1'15"    |
| 1994  | Campo Ass          | Allemagne  | Diamond Way       | Jos Verbeeck                           | 1'16"4   |
| 1993  | Campo Ass          | Allemagne  | Diamond Way       | Heinz Wewering                         | 1'14"5   |
| 1992  | Incredible DJ      | Italie     | Incredible Nevele | Vittorio Guzzinati                     | 1'19"6   |
| 1991  | Nealy Lobell       | États-Unis | Speedy Crown      | Jorma Kontio                           | 1'18"2   |
| 1990  | Nealy Lobell       | États-Unis | Speedy Crown      | Jorma Kontio                           | 1'18"5   |
| 1989  | Mack Lobell*       | États-Unis | Mystic Park       | Veijo Heiskanen                        | 1'12"6   |
| 1988  | JEF's Spice        | États-Unis | Super Bowl        | Marcello Mazzarini                     | 1'17"7   |

* Vainqueur des deux batteries
** La réduction kilométrique est celle de la finale à deux. Dans les éditions où un cheval a remporté les deux batteries, c'est le meilleur des deux temps qui est indiqué.